# 新千歳モーターランド
座標: 北緯42度46分24.39秒 東経141度42分1.65秒 / 北緯42.7734417度 東経141.7004583度
新千歳モーターランド（しんちとせ-、New Chitose Motor Land）は、北海道千歳市美々にあるサーキットである。略称は、「NCML」。
基本レイアウトであるBコースの監修は山本雅史

## コース概要
レンタルカートコース
カートのレンタル。及び、持ち込みでの走行が可能。
Active Safety Park（ASP）
JAF公認のジムカーナコース
カーレース、ドリフト、タイムトライアル、フォーミュラカートでの走行が可能。
カートコースに併設されており、カートコースと繋いで使用可能
ダートトライアルコース
JAF公認の未舗装のコース。
カーレース、タイムトライアルが可能。
モトクロスコース
夏季はモトクロス・ATV、冬季はATV・スノーモービルのコースとして使用可能
ダートトライアルコースに併設

## カートレンタル
- メンバー会員になることにより、カートのレンタルとサーキットの利用が割引になる。

一人乗りカート
最高速度…60km/h
フレーム…ビレル N35X
エンジン…SUBARU Robin 4サイクル単気筒
二人乗りカート
最高速度…40km/h
フレーム…自社特製フレーム
エンジン…SUBARU Robin 4サイクル単気筒
上級者カート
最高速度…80km/h
フレーム・エンジン…無限 PK50M

## 開催レース
- P-1GRAND PRIX（ポケバイ）
- オール北海道Racing kart Festival（レーシングカート）
- NCML2H耐久レース（レーシングカート）
- k-car festival（軽自動車）
- ASPテクニカルジムカーナ（JAF北海道ジムカーナ選手権）
- コクピット チャレンジジムカーナ（JAF北海道ジムカーナ選手権）
- スーパースラローム in 千歳（JAF北海道ジムカーナ選手権）
- サタデーナイトジムカーナ
- コクピット チャレンジDIRT（JAF北海道ダートトライアル選手権）
- フレッシュマントライアル（ダートトライアル）
- DRIFT FIGHTER Hokkaido Battle（ドリフト）
- 4×4走ってなんぼ!?オフロードチャレンジ（クロスカントリーカー）
- 北海道ブリザードラリー（JAF北海道ラリー選手権）
- EZO ENDLESS RALLY（JAF北海道ラリー選手権）
- スノーチャレンジカップ in 千歳（JMRC北海道スノーチャレンジカップ）

### 過去に開催されていたレース
- ラリージャパン（世界ラリー選手権） - 新千歳特設ステージ
- D1ストリートリーガル ノースシリーズ

## 開催イベント
- 北海道ドレスアップカーコンテスト
- 北海道モータースポーツフェスティバル

## 所在地
- 北海道千歳市美々1292-560（カートコース・アクティブセーフティパーク）
- 北海道千歳市泉沢1719（ダートコース・モトクロスコース）

## アクセス
- JR南千歳駅
- 道央自動車道千歳IC
- 道央自動車道新千歳空港IC